# Benoît Alowonou
Benoît Comlan Messan Alowonou (ur. 5 marca 1949 w Tsévié) – togijski duchowny katolicki, biskup diecezji Kpalimé od 2001, przewodniczący Konferencji Episkopatu Togo od 2012.

## Życiorys
Święcenia kapłańskie przyjął 28 lipca 1984 i został inkardynowany do archidiecezji Lomé. Był m.in. profesorem i ojcem duchownym miejscowego niższego seminarium (1984-1991), wikariuszem parafii katedralnej (1994-1995), wikariuszem generalnym archidiecezji i dziekanem okręgu Lomé (1995-1996) oraz profesorem w Wyższym Seminarium Duchownym w Lomé (2001).

### Episkopat
4 lipca 2001 został mianowany przez papieża Jana Pawła II biskupem diecezji Kpalimé. Sakry biskupiej udzielił mu 29 września tegoż roku ówczesny metropolita Lome, abp Philippe Fanoko Kossi Kpodzro.
W czerwcu 2012 został wybrany przewodniczącym Konferencji Episkopatu Togo. 